# Algemene verkiezingen in Liberia (1881)

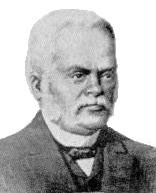
President Anthony William Gardiner.

De algemene verkiezingen in Liberia van 8 mei 1881 werden gewonnen door zittend president Anthony William Gardiner van de True Whig Party. Zijn tegenstander was Joseph James Cheeseman van de Republican Party. Gardiner won meerderheden in alle counties en nederzettingen. In Montserrado County verwierf hij zelfs alle stemmen. Overige gegevens als opkomst, stemmenverdeling e.d. ontbreken echter grotendeels.
| Uitgebrachte stemmen |
| 2.241                |
| Bron: Abbasiattai    |